# Santiago Yancuitlalpan
Santiago Yancuitlalpan, eller enbart Yancuitlalpan är en mindre stad i Mexiko, tillhörande kommunen Huixquilucan i delstaten Mexiko. Santiago Yancuitlalpan ligger precis väst om Mexico City i den centrala delen av landet och tillhör Mexico Citys storstadsområde. Orten hade 1 259 invånare vid folkmätningen 2010.